# STS–95
Az STS–95 jelű küldetés az amerikai űrrepülőgép-program 92., a Discovery űrrepülőgép 25. repülése.

## Küldetés
A legénység tagja volt Pedro Francisco Duque, az első spanyol űrhajós, valamint a 77 éves John Glenn, aki ezzel a repüléssel a legidősebb emberré vált, aki a világűrben járt.

## Jellemzői
A beépített kanadai Canadarm (RMS) manipulátor kart 50 méter kinyúlást biztosított (műholdak indítás/elfogása, külső munkák [kutatás, szerelések], hővédőpajzs külső ellenőrzése) a műszaki szolgálat teljesítéséhez.

## Első nap
1998. október 29-én a szilárd hajtóanyagú gyorsítórakéták, Solid Rocket Booster(SRB) segítségével Floridából, a Cape Canaveral (KSC) Kennedy Űrközpontból, a LC39–B (LC–Launch Complex) jelű indítóállványról emelkedett a magasba. Az orbitális pályája 96 perces, 28,45 fokos hajlásszögű, elliptikus pálya perigeuma 550 kilométer, az apogeuma 561 kilométer volt. Felszálló tömeg indításkor 116 434 kilogramm, leszálló tömeg 103 322 kilogramm. Szállított hasznos teher 11 130 kilogramm
Richard Nixon után Bill Clinton volt a második hivatalban lévő amerikai elnök, aki feleségével Hillary Clinton megtekintette az űrrepülőgép indítását. John Glenn lett a harmadik politikus, aki a világűrbe repült, az első Edwin Jacob Garn, a második Clarence William Nelson volt.

## Hasznos teher
1. SpaceHab mikrogravitációs laboratóriumban élettudományi, kereskedelmi megrendelésre gyógyszeralapanyag és anyagtudományi kísérleteket, kutatást, gyártás, valamint csillagászati méréseket végeztek. A legénység 12 órás váltásokban végezte előírt programját. A hasznos terhet támogatta a NASA, a Japán Űrügynökség (NASDA), valamint az Európai Űrügynökség (ESA). John Glenn jelenléte elősegítette az öregedési folyamatok vizsgálatát. Adatait össze tudták hasonlítani a Friendship 7 küldetés utáni orvosi vizsgálat eredményeivel.
2. Hubble Space Telescope Orbital Systems Test (HOST) – elvégezték a Hubble űrtávcső (HOST) technikai tesztjét, biztosítva a szükséges beállításokat.
3. International Extreme Ultraviolet Hitchhiker (IEH) – hat kísérletet végeztek extrém ultraibolya támogatással. Vizsgálták a Föld felső légkörét (ózon állapot).
4. Biological Research in Canisters (BRIC) – biológiai tartályokban élettudományi kísérleteket végeztek magasabb rendű növényekkel és ízeltlábú állatokkal (rovarok, pókok, százlábúak, rákok).
5. Cryogenic Thermal Storage Unit Flight Experiment (CRYOTSU) – űrrepülőgépen alkalmazható új termikus berendezések tesztjét végezték.
6. E-Nose - miniatűr környezeti monitoring eszköz, amely felismeri és azonosítja a sokféle szerves és szervetlen molekulákat (millió szinten), illatanyagokat.
7. AGHF experiment was a Bridgeman – a kemencében irányított olvasztást, megszilárdulást, kristálynövekedést (kilenc változatban) végeztek.
8. Advanced Separation Space Bio-Processing – kereskedelmi megrendelésre végeztek gyógyászati kísérleteket, gyógyszeralapanyag előállítást.
9. Aerogel (egy alacsony sűrűségű, nyílt pórusú hab) – mikrogravitációs környezetben állították elő (fény, hang, villamos energia) szigetelésére szolgál. Egy kicsit nehezebb mint a levegő. Ablaküvegre felvíve 30 hagyományos üvegtábla szigetelésével egyenértékű.
10. ASTROCULTURE – növényi kultúrák (szója) kísérlete súlytalanságban (illóolajok, íz, illat, állag, génkísérletek).
11. Commercial Generic Bioprocessing Apparatus – fehérje kristály növekedés, a gyógyszergyártás, a növények növekedését, a víztisztítást, az immunrendszer kutatást segítve, vizsgálva halpeték fejlődését.
12. Protein Crystallization Facility – a cukorbetegséget kiváltó tényezők csökkentésére, a hatékonyabb inzulin előállításának kísérlete.
13. Microencapsulation Electrostatic Processing System (MEPS) – mikrokapszulák kialakításának kutatása, a kemoterápiás kezelést hatékonyabban elősegítve. A kutatás eredményeként a túlélési arány 18%-ról 55-69%-ra javult, jelentősen csökkentve a nemkívánatos mellékhatásokat.
14. SAMS- vibrációs zavarszűrő. Feladata, segíteni a kutatási folyamatokat.
15. Vestibular Function Experiment Unit (VFEU) – halak egyensúlyszervének megfigyelés, vizsgálata beépített érzékelő segítségével.

### Műhold
A tehertérben rögzített kommunikációs műholdakat a Canadarm (RMS) manipulátor kar segítségével pályairányba állították. A műhold pályairányba állítását követően az űrrepülőgép 13-16 kilométerre eltávolodott.

#### PANSAT
A felderítő műholdat építette és üzemeltette a Haditengerészeti Posztgraduális Iskola (USAF NPS), Monterey. A műhold célja a gyenge jeladóval felszerelt hajók felderítése és lehallgatása. A második napon, október 30-án állították pályairányba. Az űregység működése segítette az iskolai hallgatók, tisztzi továbbképzők gyakorlatozását.
Megnevezései: PANSAT; Pansat (1998-064B); Petite Amateur Naval Satellite PANSAT. Kódszáma: 25520.
Az orbitális egység induló pályaadatai közel megegyeztek az STS–95 pályaadataival, 95,81 perces, 28,46 fokos hajlásszögű, elliptikus pálya perigeuma 552 kilométer, az apogeuma 563 kilométer volt. Hasznos tömege 70 kilogramm.

#### Spartan–201–5
A NASA Spartan program célja, hogy egy egyszerű, olcsó, az űrrepülőgép Canadarm (RMS) manipulátor karjával a rakteréből kiemelve pályairányba állítható/visszanyerhető, többször felhasználható tudományos csillagászati űreszközt (független űrlaboratóriumot) alkalmazzanak. A platformot az adatok kiértékelése céljából a küldetés végén visszanyerve, visszahozták.  A műhold értéke 6 millió USD volt. Gyártotta a NASA Goddard Space Flight Center (GSFC), üzemeltette az Légierő (USAF).
Megnevezései: Spartan–201–5;  Spartan–201–5 (1998-064C);  Shuttle Pointed Autonomous Research Tool for Astronomy (Spartan–201–5). Kódszáma: SSC 25521.
Az első példány, a Spartan–1 az  STS–51–G segítségével végezte feladatát. A második a Challenger-katasztrófa során megsemmisült. A modernizált, második generációs első példány a Spartan–201–1 az STS–56 küldetésén, a második Spartan–201–2 az STS–64 küldetésén, a harmadik Spartan–201–3 az STS–64, a negyedik Spartan–201–4 az STS–87 indult szolgálatra.
Szolgálati üzemideje alatt mérte a napszél sebességét és vizsgálta a napkoronát. Az adatok kiértékelése a napszél jobb megértést biztosította. A megértés elősegítette a keringő műholdakra és a földi időjárás változásaira vonatkozó hatását, ami kihat a televízió és telefon kommunikációra. Egy négyszögletes űreszköz, amely alsó (üzemelés biztosító modul) és felső (tudományos modul) részből állt. Az orbitális egység pályája 95,75 perces, 28,47 fokos hajlásszögű, elliptikus pálya perigeuma 550 kilométer, az apogeuma 560 kilométer volt. Hasznos tömege 1269 kilogramm. A műholdon 136 kilogramm össztömegű csillagászati mérőműszer-csomagot helyeztek el. Három tengelyesen stabilizált (giroszkóp), pozíció változását a kémiai, argon fúvókák biztosították. Önálló tájolásának segítségével végezte szolgálatát. Az adatokat nem továbbították a Földre, hanem a fedélzeti memória kapacitás 1010 bit (kb. 3 km szalag) tárolta. A visszanyerést helyzetjelző fények segítették.

## Nyolcadik nap
1998. november 7-én a Kennedy Űrközponton (AFB), kiinduló bázisán szállt le. Összesen 8 napot, 19 órát, 54 percet és 2 másodpercet töltött a világűrben. 5 800 000 kilométert (3 600 000 mérföldet) repült, 135 alkalommal kerülte meg a Földet.

## Személyzet
(zárójelben a repülések száma az STS–95 küldetéssel együtt)
- Curtis Brown (5), parancsnok
- Steven Lindsey (2), másodpilóta
- Scott Edward Parazynski (3), küldetésfelelős
- Stephen Kern Robinson (2), rakományfelelős
- Pedro Duque (1), küldetésfelelős – (ESA)
- Chiaki Naito-Mukai (2),  rakományfelelős – (JAXA)
- John Glenn (2), rakományfelelős

### Visszatérő személyzet
- Curtis Lee Brown (5), parancsnok
- Steven Wayne Lindsey (2), másodpilóta
- Scott Edward Parazynski (3), küldetésfelelős
- Stephen Kern Robinson (2), rakományfelelős
- Pedro Francisco Duque (1), küldetésfelelős
- Chiaki Naito-Mukai (2), rakományfelelős
- John Glenn (2), rakományfelelős